# Анненский заказник
Анненский природный заказник — государственный природный биологический заказник Челябинской области.

## География
Заказник располагается на территории двух муниципальных районов Челябинской области — Карталинского и Нагайбакского. Его площадь составляет 40 439 гектаров. Заказник располагается в степной зоне южной части Челябинской области, по территории протекает множество рек бассейна Урала и Тобола, в том числе Зингейка, Кизилчилик, Нижний Тогузак, Аят, Каратал. Особенность гидрографии заказника в том, что реки с одной стороны горы Палакий текут на юг и впадают в Урал, а с другой текут на север и впадают в Тобол.

### Климат
Климат района континентальный. В пониженных частях рельефа формируются морозобойные ямы и котловины, где проявляются поздние весенние и ранние осенние заморозки (в отличие от возвышенных участков). Для всей территории района характерны возвратные весенние холода.

## Растительность
В степной зоне Зауралья доминируют разнотравно-дерновиннозлаковые степи, где встречаются 150 видов растений, часть из которых относится к исчезающим. В травостое господствуют ковыль и типчак. Разнотравье представляют ксерофиты: гипсолюбка высочайшая, оносма простейшая, тысячелистник благородный, полынь непахучая, шалфей степной, лапчатка распростёртая и некоторые другие виды. В целом разнотравье по видовому составу скудное.

## Животные
Фауна заказника включает более 130 видов животных, 30 из которых являются исчезающими и занесены в Красную книгу Челябинской области и Российской Федерации. По данным зимнего учёта 2012 года на территории заказника обитает 2200 голов косули, 370 лосей, 178 кабанов, 5 волков, 11 рысей.